# Funafuti
Funafuti je hlavní atol z devíti atolů a ostrovů, tvořících ostrovní stát Tuvalu v jižním Tichém oceánu a je také označován za "hlavní město" Tuvalu. Největším ostrovem tohoto atolu je Fongafale, na kterém leží Vaiaku, největší vesnice této ostrovní země.

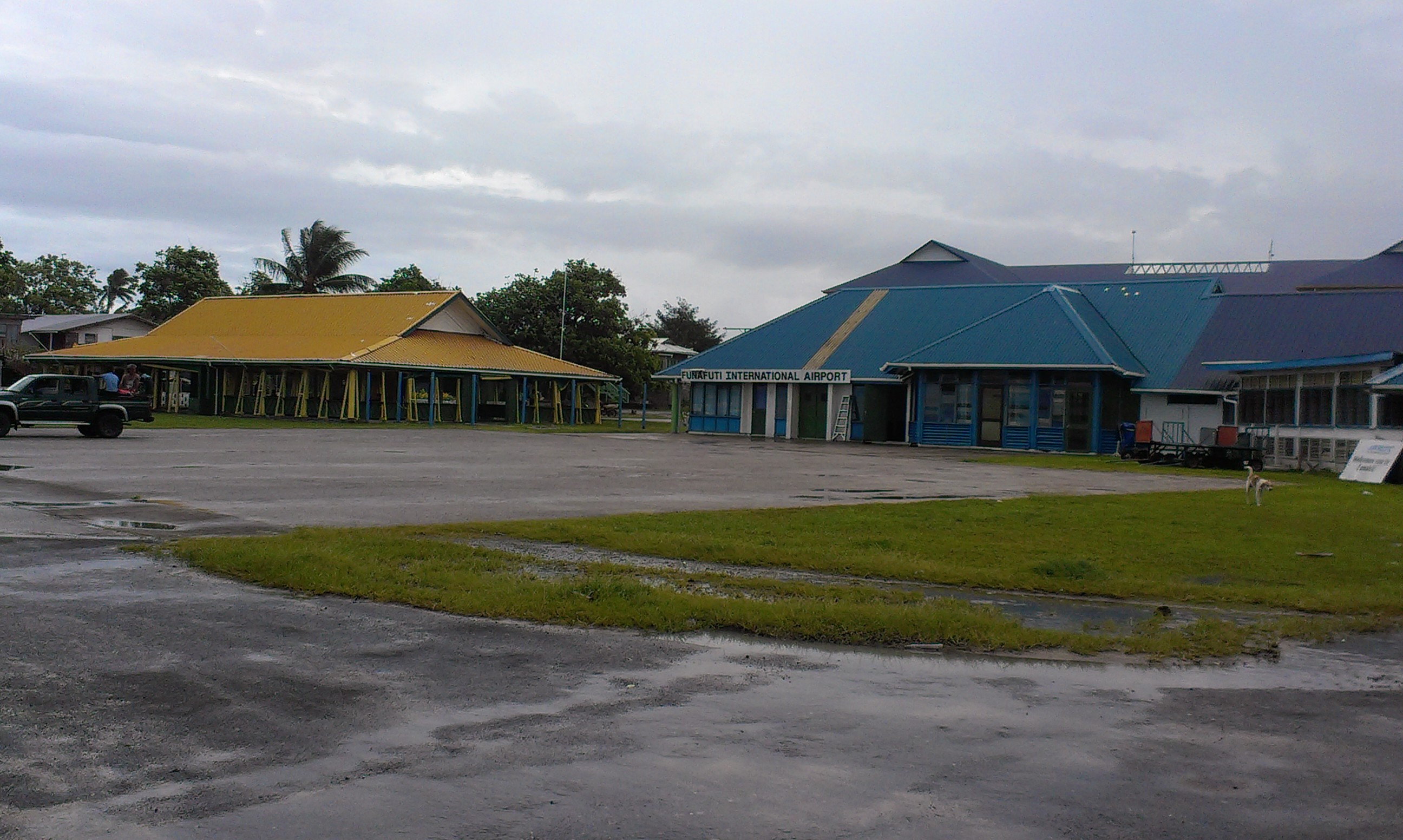
Mezinárodní letiště Funafuti

Při sčítání v roce 2017 měl atol Funafuti 6,320 obyvatel. Ze všech ostrovů Tuvalu na něm žije nejvíce lidí. Je zde přistávací plocha, hotel (Vaiaku Langi Hotel), administrativní budovy a domy postavené jak tradičními postupy z palmových listů, tak i betonových kvádrů. Nejvýznamnější budovou na atolu Funafuti je Tuvalský kostel.
Nachází se zde i Mezinárodní letiště Funafuti. Fiji Airways operuje mezi Suvou a Funafuti.

## Historie
Tongané často napadali Funafuti v pravidelných intervalech. Při každém nájezdu unesli dítě. Z toho, jak vyrostlo, usoudili, že na Funafuti vyrostla další generace dost stará pro další boj. Mohli tedy uspořádat další nájezd a zopakovat ho, dokud nebyli poraženi a již se nevrátili. Od té doby byl na Funafuti klid až do doby, než přijeli peruánští otrokáři v 19. století.
Moc na Funafuti spočívala v rukou náčelníků do té doby než samojský pastor přivedl tento systém k zániku. Iakopa, náčelník v době kdy na ostrov přišel první pastor, se vzdal svého čestného postavení a rovněž práva dostávat želví hlavy.
Tím bylo odevzdáno příliš mnoho a konec byl nezvratný. Iakopův syn Elia, který zemřel v roce 1902, byl posledním náčelníkem. On byl rovněž tím, kdo dovolil kapitánu Davisovi vztyčit v roce 1892 na Funafuti britskou vlajku. Říká se, že ho před tím donutili pochodovat pod palbou jejich pušek.

## Poloha a charakter území
Funafuti je úzký stočený pruh země, široký od 20 do 400 metrů obkružující velikou lagunu TeNamo, která má délku přes 20 km.
Je zde nejméně 33 ostrůvků, největší z nich je Fongafale. Pouze tři z nich jsou obydleny: Fongafale, Funafala a Motuloa.

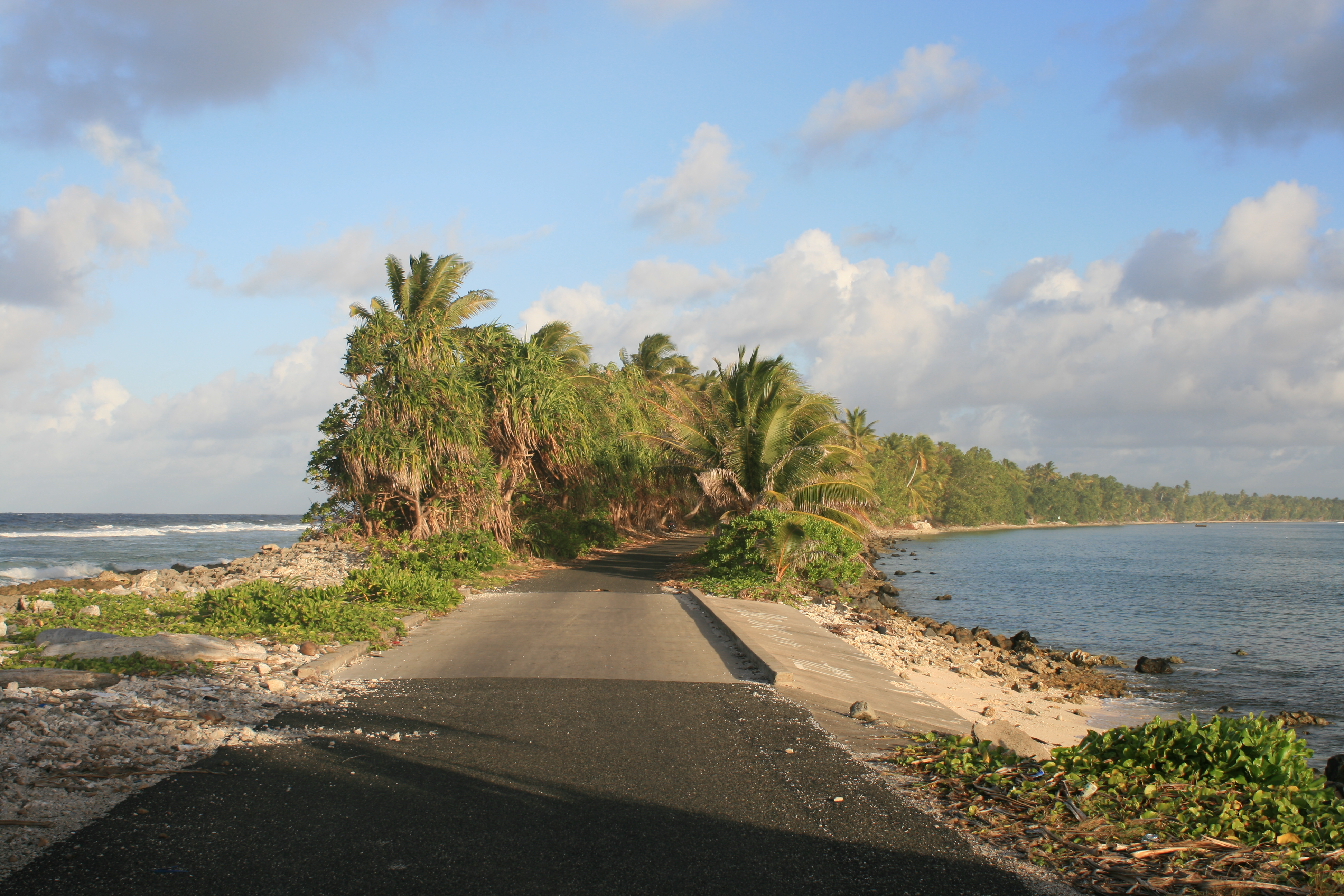
Poloostrov Tengako, atol Funafuti, pohled na jih

| - Amatuku - Avalau - Falaoigo - Fale Fatu - Fatato | - Fongafale - Fuafatu - Fuagea - Fualefeke - Fualopa | - Funafala - Funamanu - Luamotu - Mateika - Motugie | - Motuloa - Mulitefala - Nukusavalevale - Papa Elise - Pukasavilivili | - Te Afuafou - Te Afualiku - Tefala - Telele - Tengako | - Tengasu - Tepuka - Tepuka Vili Vili - Tutanga - Vasafua |

a nejméně dalších 5 ostrovů.

## Zajímavosti
Na ostrově je dodnes možno spatřit vraky letadel z II. světové války, kdy byla přistávací plocha používána americkými vojsky při obraně Gilbertových ostrovů (dnes Kiribati).
Misionář George Turner zaznamenal legendu jež praví, že ostrov Funafuti byl poprvé obydlen ježovkou, jejíž potomci byli muž a žena.